# Oncideres quercus
Oncideres quercus es una especie de escarabajo longicornio de la subfamilia Lamiinae. Fue descrita científicamente por Skinner en 1905.
Se distribuye por México y los Estados Unidos. Posee una longitud corporal de 10-17 milímetros. El período de vuelo de esta especie ocurre en los meses de julio, agosto, septiembre y octubre.
Oncideres quercus se alimenta de plantas y arbustos de la familia Fagaceae, entre ellas, las especies Quercus hypoleucoides y Quercus rugosa.